# قضيبية مقوسة ناحلة
قضيبية مقوسة ناحلة (الاسم العلمي: Curvibacter gracilis) هي نوع من البكتيريا، سلبية الغرام، تتبع جنس قضيبية مقوسة.